# Ázerbájdžán na Zimních olympijských hrách 2014
Ázerbájdžán na Zimních olympijských hrách 2014 v Soči reprezentovalo 4 sportovců v 2 sportech.